# 101-ви километър
Сто и първи километър е неофициален термин, обозначаващ способ за ограничаване на правото за заселване, прилаган в Съветския съюз към някои категории граждани.
На такива граждани е забранявано да живеят в пределите на 100-километровата зона около Москва, Ленинград, столиците на съюзните републики (Киев, Минск и т.н.), други крупни или „закрити“ градове (като Севастопол и Днепропетровск).
През годините на политически репресии на 101-вия километър и по-далече са изпращани членовете на семействата на репресираните за противодействие на контрареволюционната дейност – по член 58 от Наказателния кодекс на РСФСР (от 1927 г.) и аналогичните републикански разпоредби.
По-късно на подобно изселване са подлагани главно неработещи граждани (тунеядци), дисиденти, криминални рецидивисти и осъдени за особено тежки престъпления.
В днешно време в Пекин по време на Лятната олимпиада през 2008 г. броят на изселените, по някои данни, е съставлявал 2 милиона души. За Зимната олимпиада в Сочи през 2014 г. също е имало интерес към въвеждане на мярката за 101-вия километър (в случая – от Сочи).